# PocketZip
El PocketZip es un sistema de almacenamiento en disquete de capacidad media (40 MB) que fue fabricado por Iomega en 1999 y que utiliza dispositivos propietarios de tamaño reducido. Se relaciona con la unidad Zip y ofrece una capacidad mucho mayor que el disquete estándar.  Fue conocido originalmente como la unidad "Clik!" hasta la demanda colectiva respecto a fallas masivas de las unidades Zip de Iomega, conocida como "clic de la muerte".  A partir de entonces, pasó a llamarse PocketZip.  Una unidad de 100 MB había estado en desarrollo, pensada para ser retrocompatible, pero terminó convirtiéndose en vaporware y PocketZip en sí también sería descontinuado.

## Unidad y medios PocketZip
La unidad PocketZip estaba disponible originalmente como una unidad para PC card donde podía competir con las unidades MicroDrive, CompactFlash y los lectores SmartMedia (también PC card).  Había un dispositivo disponible para conectar esta unidad al puerto paralelo de una computadora de escritorio.  Más tarde, también se ofreció una versión USB. Se comercializó como una solución de almacenamiento portátil y de respaldo, similar a la unidad Zip original, pero que podría instalarse completamente dentro de una computadora portátil, ya que las unidades PC card se deslizan completamente dentro de la computadora portátil y, por lo tanto, no aumentan sus dimensiones, lo que también permite prescindir de alimentación externa. 
El dispositivo PocketZip es un disco pequeño y flexible dentro de una carcasa metálica delgada, similar a la que se encuentra en el obturador de un disquete estándar. Los discos generalmente venían en cajas de plástico de pequeño formato específico, y la unidad también fue vendida por un tiempo con una caja pequeña similar a la Aluma Wallet, que podría albergar la unidad y dos discos.  Los discos podrían doblarse fácilmente si se aplicara demasiada fuerza, dañándose por completo. 

## Uso en electrónica de consumo
El formato también se utilizó en una pequeña cantidad de dispositivos electrónicos de consumo, como reproductores de mp3 y cámaras digitales. Estos incluyen el reproductor de audio digital Iomega HipZip, el MP 2300 de Sensory Science Rave y el Agfa ePhoto CL30 Clik. El formato también se vio en otros dispositivos, pero resultó ser un fracaso comercial.  Sufrió una fuerte competencia con tarjetas de memoria basadas en flash. El PocketZip era electromecánico y, por lo tanto, no tan confiable como las tarjetas de memoria flash de estado sólido que no tienen partes móviles. Además, a medida que la capacidad y la velocidad del almacenamiento en memoria flash aumentaron y sus costos disminuyeron, el PocketZip perdió viabilidad como una solución de almacenamiento portátil. 

## Especificaciones
- Capacidad: 40 MByte
- Tiempo de búsqueda: 38 ms
- Tasa de transferencia sostenida: hasta 600 kByte / s
- Velocidad de rotación: 2941 RPM
- Tiempo de formato corto: 10 segundos
- Tiempo de formato largo: 5 minutos.
- Tiempo promedio de inicio / parada: 3 segundos.
- Vida útil del disco: 10 años.

### Soporte del sistema operativo
De acuerdo con la documentación original, Pocket Zip USB y PC Card funcionan con Windows 95, Windows 98/98SE y Windows NT 4.0. Iomega proporcionó soporte de almacenamiento masivo USB para Windows 95 con al menos OSR2 (4.00.950B) para usar con sus productos Zip. Bajo Windows NT 4, la versión PC Card solo funciona con ciertos controladores de PC Card (los cuales no son nombrados por Iomega). Pocket Zip USB también funciona con Mac OS 8.x, pero se especifica que la versión de PC card no funciona con computadoras Apple. 
En la práctica, la unidad USB es un dispositivo de almacenamiento masivo estándar, por lo que también funcionará en cualquier sistema operativo moderno que pueda usar dichos dispositivos, incluidos Windows XP, Vista y 7, Mac OS X y Linux. La unidad PC card, de manera similar, es un dispositivo ATA extraíble estándar, por lo que también funcionará normalmente sin ningún problema en los sistemas operativos modernos, incluido Windows XP.  El problema en los sistemas operativos más recientes es la falta de disponibilidad o incompatibilidad del software utilizado para operar las funciones propietarias de la unidad, como el formateo de bajo nivel y la protección contra escritura de software. 

## Dispositivos que utilizan el formato PocketZip
- PocketZip PC Card Drive
- Unidad USB PocketZip
- Reproductor de audio digital HipZip (reproductor de MP3 de la marca Iomega)
- Sensory Science Rave MP 2300 (reproductor de MP3 con grabación de voz y funcionalidad mínima de visor PIM)
- Agfa ePhoto CL30 Clik!  (Cámara digital que utiliza medios PocketZip para almacenamiento)